# Éric Dupond-Moretti
Éric Dupond-Moretti (Maubeuge, 20 de abril de 1961) es un abogado y político francés.
Como abogado penalista, es famoso por el número de absoluciones que ha obtenido en Francia.
El 6 de julio de 2020, fue nombrado ministro de Justicia en el gobierno de Jean Castex, bajo la presidencia de Emmanuel Macron.

## Carrera política

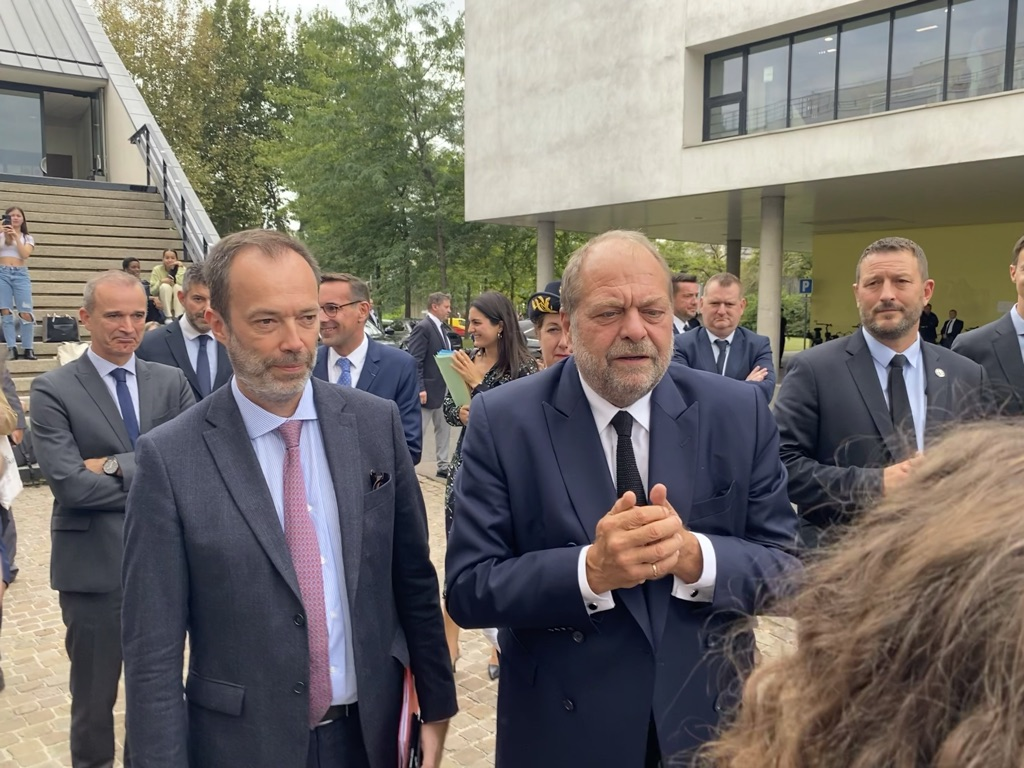
Eric Dupond-Moretti, Ministro de Justicia de Francia en 2022

En 2021 Dupond-Moretti defendió con éxito ante el Parlamento francés un proyecto de ley para reforzar la severidad de las penas, afirmando que la respuesta judicial a los delitos menores era «demasiado débil para ser eficaz».
En 2021, Dupond-Moretti supervisó un fuerte aumento del presupuesto dedicado al sistema judicial a raíz de los informes sobre la lentitud de los procedimientos.
En mayo de 2015, Dupond-Moretti se declaró partidario de prohibir el Agrupación Nacional.